# 西區 (福岡市)
西区（日语：／ Nishi ku */?）是福岡市的7個行政区之一。
東側以室見川與早良區相鄰，西部則位於糸島半島，南部屬於脊振山地，北側面向博多灣。主要市區位於東北部的姪濱地區。玄界灘上的能古島、玄界島、小呂島也都屬於西區的轄區。

## 歷史

### 年表
- 1889年4月1日：實施市町村制，現在的西區在當時分屬：[2]
  - 早良郡：姪之濱村、山門村、残島村。
  - 志摩郡：今宿村、今津村、小田村、元岡村。
  - 怡土郡：周船寺村。
- 1891年：山門村改名為壹岐村。
- 1893年1月10日：姪之濱村改制並改名為姪濱町。
- 1896年2月26日：怡土郡和志摩郡合併為糸島郡。
- 1896年10月21日：小田村改名為北崎村。
- 1933年4月1日：姪濱町被併入福岡市。
- 1941年10月15日：壹岐村、残島村和今宿村被併入福岡市。
- 1942年4月1日：今津村被併入福岡市。
- 1961年4月1日：元岡村、周船寺村和北崎村被併入福岡市。
- 1972年4月1日：福岡市成為政令指定都市，同時設置西區。
- 1982年5月10日：原本的西區被廢除，轄區被重新劃分為西區、早良區、城南區三區，原本的西區區公所辦公室則成為早良區工所辦公室。

## 交通

### 鐵路
- 福岡市交通局
  - 七隈線：橋本車站
  - 機場線：姪濱車站 - 姪濱車輛基地
- 九州旅客鐵道
  - 筑肥線：姪濱車站 - 下山門車站 - 今宿車站 - 九大學研都市車站 - 周船寺車站

|  |  |  |
|  |  |  |

## 教育

### 大學
- 九州大學伊都校區

### 高等學校
- 福岡縣立玄洋高等學校
- 福岡縣立筑前高等學校
- 福岡市立福岡西陵高等學校
- 福岡市立福岡女子高等學校
- 福岡舞鶴高等學校
- 中村學園三陽高等學校

### 特殊學校
- 福岡市立生之松原特別支援學校
- 福岡市立今津特別支援學校